# Stefan Gałkowski
Stefan Gałkowski (ur. 1 maja 1912 w Warszawie, zm. 11 marca 1984 w Krakowie) – polski artysta plastyk, twórca monumentalnych gobelinów. 

## Życiorys
W 1934 ukończył studia na Wydziale Malarstwa Akademii Sztuk Pięknych w Warszawie pod kierunkiem Mieczysława Kotarbińskiego (malarstwo) i Karola Stryjeńskiego (kompozycja brył i płaszczyzn). Równocześnie studiował na Wydziale Architektury Wnętrz u Wojciecha Jastrzębowskiego. W 1937 uzupełnił studia jako stypendysta Funduszu Kultury Narodowej we Francji i Włoszech. 22 czerwca 1937 poślubił Helenę z domu Nizioł. W latach 1938–1939 studiował Architekturę Wnętrz w warszawskiej Akademii Sztuk Pięknych, w roku 1939 został członkiem rzeczywistym Bloku Zawodowych Polskich Artystów Plastyków.
Okres okupacji niemieckiej spędza w rodzinnym domu żony we wsi Morawica k. Krakowa, gdzie od podstaw zaczynają organizować swoje życie i pracę twórczą.
W 1945 został członkiem ZPAP. W latach 1946–1950 był profesorem Wyższej Szkoły Sztuk Pięknych w Krakowie. Od 1955 pracował jako rzeczoznawca naukowy Centralnej Komisji Kwalifikacyjnej dla Pracowników Nauki. Od 1956 wykładał na Wydziale Tkaniny Artystycznej Akademii Sztuk Pięknych w Krakowie, od 1965 pełnił tam funkcję Kierownika Katedry Gobelinu na Wydziale Malarstwa. W 1946 objął kierownictwo artystyczne w zakładach włókienniczych Spółdzielni „Wanda” w Krakowie. Od 1954 współpracował z Ministerstwem Przemysłu Lekkiego projektując dywany strzyżone.
Wraz z żoną Heleną jest najbardziej uznanym artystą w dziedzinie polskiego gobelinu drugiej połowy XX w..

## Ordery i odznaczenia
- Krzyż Kawalerski Orderu Odrodzenia Polski
- Złoty Krzyż Zasługi (24 października 1947)[6]
- Medal 10-lecia Polski Ludowej (28 lutego 1955)[7]

## Nagrody
- Nagroda Państwowa III stopnia (zespołowa) za gobeliny pt. Teatr, Hutnicy i Porwanie Europy (1952)[8]
- Nagroda Miasta Krakowa (1978)[9]